# Heriades crenulatus
Heriades crenulatus är en biart som beskrevs av Nylander 1856. Heriades crenulatus ingår i släktet väggbin, och familjen buksamlarbin. Inga underarter finns listade i Catalogue of Life.